# جاستن دارت جونيور
جاستن دارت جونيور (بالإنجليزية: Justin Whitlock Dart, Jr.)‏ هو شخصية أعمال أمريكي، ولد في 29 أغسطس 1930 في شيكاغو في الولايات المتحدة، وتوفي في 22 يونيو 2002 في واشنطن العاصمة في الولايات المتحدة.

## وصلات خارجية
- جاستن دارت جونيور على موقع الموسوعة البريطانية (الإنجليزية)
- جاستن دارت جونيور على موقع إن إن دي بي (الإنجليزية)